# Сироватковий амілоїд А
Білки сироваткового амілоїду А (SAA) — це сімейство аполіпопротеїнів, пов'язаних з ліпопротеїнами високої щільності (ЛПВЩ) у плазмі. Різні ізоформи SAA експресуються конститутивно (конститутивні SAA) на різних рівнях або у відповідь на запальні подразники (гострофазні SAA). Ці білки виробляються переважно печінкою.

## Гострофазові білки сироваткового амілоїду А
Гострофазові білки сироваткового амілоїду А (A-SAA) секретуються під час гострої фази запалення. Ці білки виконують кілька ролей, включаючи транспортування холестерину до печінки для секреції в жовч, залучення імунних клітин до місць запалення та індукцію ферментів, що руйнують позаклітинний матрикс. A-SAA пов'язані з кількома хронічними запальними захворюваннями, такими як амілоїдоз, атеросклероз та ревматоїдний артрит. У мишей було зареєстровано три ізоформи SAA гострої фази, які називаються SAA1, SAA2 та SAA3. Під час запалення SAA1 та SAA2 експресуються та індукуються переважно в печінці, тоді як SAA3 індукується в багатьох різних тканинах. Гени SAA1 та SAA2 регулюються в клітинах печінки прозапальними цитокінами IL-1, IL-6 та TNF-α. Як SAA1, так і SAA2 індукуються до 1000-кратного збільшення у мишей за гострих запальних станів після впливу бактеріального ліпополісахариду (ЛПС). У людей також було виявлено три гени A-SAA, хоча вважається, що третій ген, SAA3, являє собою псевдоген, який не генерує матричну РНК або білок. Молекулярні маси білків людини оцінюються в 11,7 кДа для SAA1 та 14,8 кДа для SAA4.
Сироватковий амілоїд А також є маркером гострої фази. Подібно до С-реактивного білка (СРБ), рівні SAA зростають протягом кількох годин після дії запального подразника, і величина підвищення може бути більшою, ніж у СРБ. Відносно незначні запальні подразники можуть призвести до реакцій SAA. Було висловлено припущення, що рівні SAA краще корелюють з активністю захворювання на ранніх стадіях запальних захворювань суглобів, ніж ШОЕ та СРБ. Хоча SAA здебільшого виробляється гепатоцитами, новіші дослідження показують, що він також виробляється адипоцитами, а його концентрація в сироватці крові пов'язана з індексом маси тіла.

## Конститутивні білки сироваткового амілоїду А
Четвертий SAA (SAA4) був ідентифікований у людей і конститутивно експресується в печінці, і тому визначається як конститутивний SAA (C-SAA). Подібний білок, який тепер також називають SAA4, згодом був ідентифікований у миші; спочатку він мав позначення SAA5.